# Halmeu
Halmeu es una comuna ubicada en el distrito de Satu Mare, Rumania.

## Superficie
Posee una superficie de 52,43 kilómetros cuadrados.

## Demografía
Hasta 2021 la población era de 4276 habitantes, con una densidad de población de 81,56 habitantes por kilómetro cuadrado.